# Acanalonia similis
Acanalonia similis är en insektsart som beskrevs av Doering 1932. Acanalonia similis ingår i släktet Acanalonia och familjen Acanaloniidae. Inga underarter finns listade i Catalogue of Life.